# Спинацола
Спинацо̀ла (на италиански: Spinazzola, на местен диалект Spnazzòl, Спънацо̀л) е малък град и община в Южна Италия, провинция Барлета-Андрия-Трани, регион Пулия. Разположен е на 435 m надморска височина. Населението на града е 7037 души (към март 2008 г.). До 2004 г. общината е била включена в провинция Бари.